# مسدس دوار

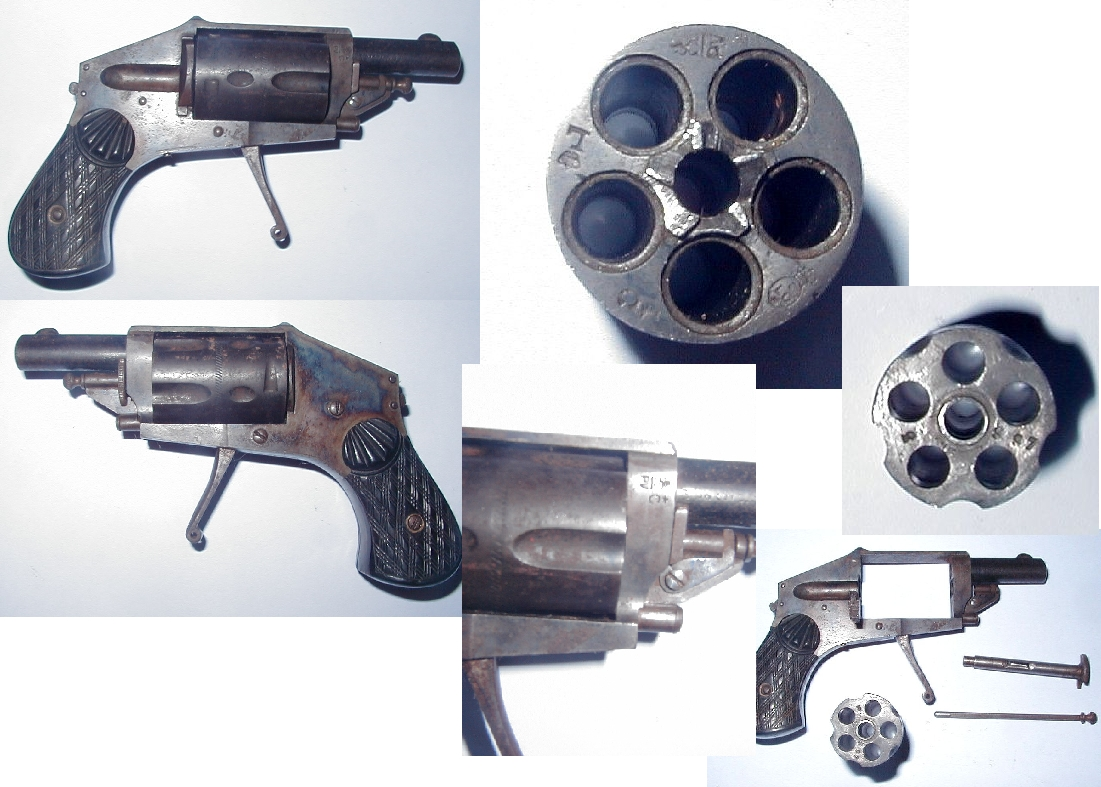
المسدس وأجزاء منه

المسدس الدوار (بالإنجليزية: Revolver) هو سلاح ناري يدوي من فئة المسدسات. ويتميز باحتوائه على قرص دوار يحمل مجموعة من الخراطيش.